# 덴리 대학 부속 덴리 도서관
덴리 대학 부속 덴리 도서관(일본어: 天理大学附属天理図書館, 영어: Tenri Central Library)은 일본 나라현 덴리시에 위치한 덴리 대학(天理大学)의 부속 도서관이다. 덴리 대학의 관계자에게 한정하지 않고 일반 이용자에게도 공개되고 있으며, 원칙상 15세 이상의 사람만이 이용이 가능하다. 장서는 약 200만권으로, 일본의 국보, 일본의 중요문화재, 중요미술품을 포함한 귀중서, 고전적을 다수 수장하고 있다

## 같이 보기
- 몽유도원도